# María José Mira Veintimilla
María José Mira Veintimilla (Bunyol, 4 de juny de 1976) és una economista i política valenciana, ha estat Secretària autonòmica de la Generalitat Valenciana als governs de Ximo Puig (PSPV) i Carlos Mazón (PP) entre el 2015 i el 2024.

## Biografia
És llicenciada en Economia per la Universitat de València i màster en Direcció d'Empreses per l'Escola de Negocis Luis Vives. Ha estat directora general de l'Associació Empresarial de Residències i Serveis a Persones Dependents de la Comunitat Valenciana (Aerte). Políticament independent, fou escollida diputada a les eleccions a les Corts Valencianes de 2015, en els que es va presentar com a cap de llista per València pel Partit Socialista del País Valencià (PSPV), tot i que va renunciar per tal d'integrar-se en el Consell de Ximo Puig.
Amb la signatura de l'Acord del Botànic entre el PSPV i Compromís per al govern de la Generalitat, Mira és designada Secretària autonòmica d'Economia Sostenible dins l'organigrama de la Conselleria d'Economia dirigida pel conseller Rafael Climent (Compromís). Les desavinences internes provoquen la seua eixida del departament i posterior nomenament com a Secretària autonòmica de Model Econòmic en la conselleria d'Hisenda del conseller Vicent Soler (PSPV).
Es va mantindre en el càrrec en la següent legislatura (2019-2023) des d'on va gestionar algunes polítiques de promoció industrial com l'arribada de l'empresa filial de Volkswagen per a la fabricació de bateries de cotxe a Parc Sagunt. Durant la Pandèmia de Covid-19 de l'any 2020 va estar encarregada de la coordinació dels subministraments de materials mèdics de la Generalitat Valenciana.
El 2023 guanya les eleccions el Partit Popular i el president Carlos Mazón la manté uns mesos en el seu govern com a Secretària autonòmica d'Economia. Finalment va dimitir el febrer de 2024 i s'incorporà com a directora de projectes estratègics d'un empresa dedicada a les energies renovables.